# Kormoran etiopski
Kormoran etiopski (Afrocarbo africanus) – gatunek dużego ptaka z rodziny kormoranów (Phalacrocoracidae) występujący w Afryce na południe od Sahary oraz na Madagaskarze. Nie jest zagrożony.

## Taksonomia
Takson ten po raz pierwszy zgodnie z zasadami nazewnictwa binominalnego opisał w 1789 roku Johann Friedrich Gmelin w 13. edycji linneuszowskiego Systema Naturae, nadając mu nazwę Pelecanus africanus. Później gatunek ten bywał zwykle umieszczany w rodzajach Halietor lub Phalacrocorax, potem w Microcarbo, jednak w 2023 roku został przeniesiony na podstawie analizy filogenetycznej do nowo utworzonego rodzaju Afrocarbo. Wyróżnia się dwa podgatunki A. africanus:
- A. a. africanus (J.F. Gmelin, 1789) – Afryka na południe od Sahary
- A. a. pictilis (Bangs, 1918) – Madagaskar

Za podgatunek kormorana etiopskiego bywał często uznawany kormoran koroniasty (Afrocarbo coronatus).

## Morfologia
WyglądKormoran etiopski w szacie godowej posiada czarne upierzenie. W szacie spoczynkowej ptaki te są generalnie bardziej brązowe, z jaśniejszym spodem ciała, białawym gardłem i brzuchem. Skrzydła są krótkie, pióra szybko nasiąkają wodą, ułatwiając w ten sposób nurkowanie (cecha niezwykła wśród ptaków wodnych). Ptak posiada długi ogon i palce stóp połączone błoną pławną. Tęczówki czerwone. Samice są podobne do samców, ale nieco mniejsze.
Średnie wymiary
- długość ciała: 50–60 cm[9]
- długość ogona: 14–16 cm
- rozpiętość skrzydeł: 80–90 cm[1]
- masa ciała: 435–685 g[9]

## Ekologia i zachowanie

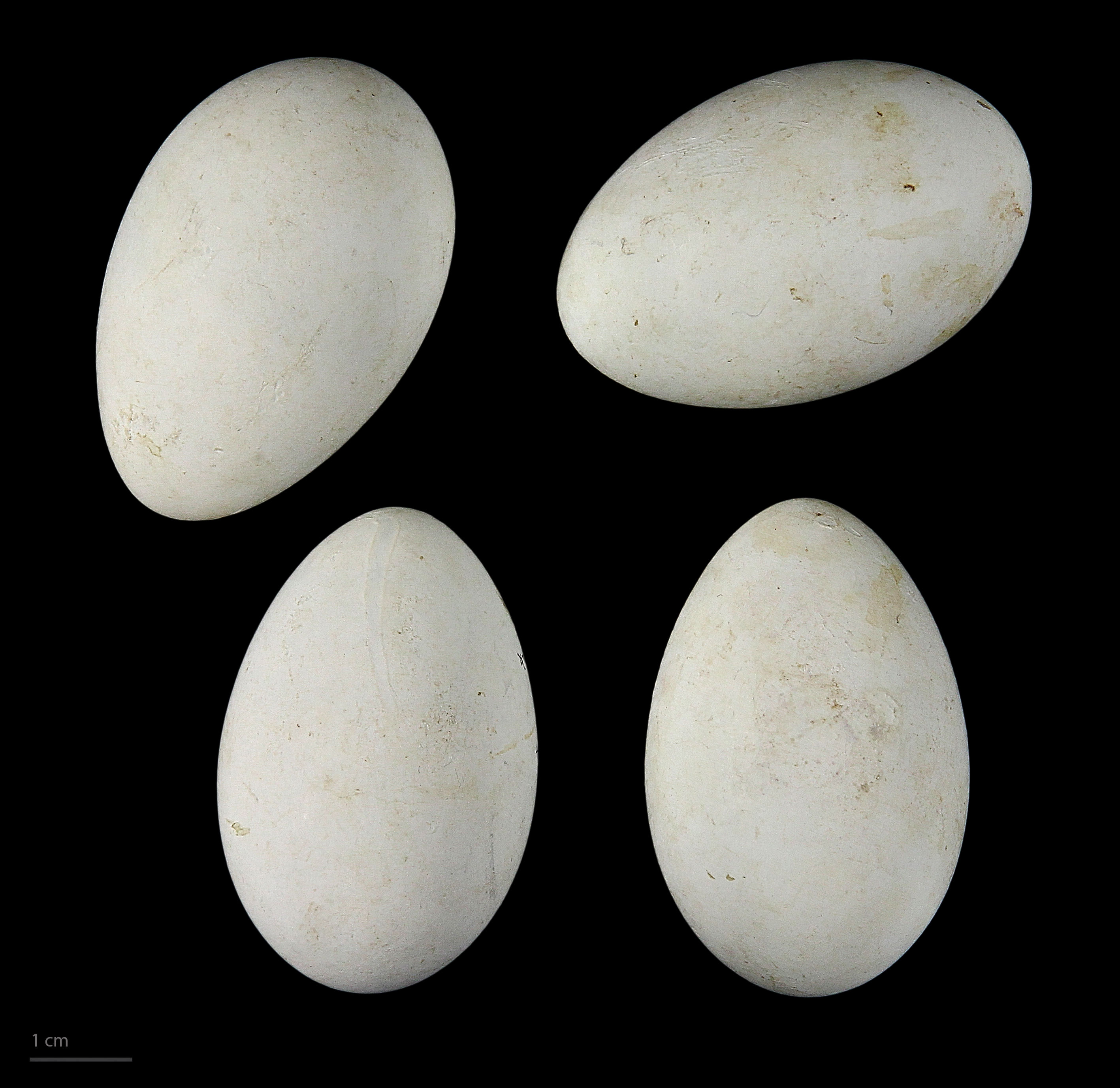
Jaja z kolekcji muzealnej

BiotopRzeki, jeziora i bagna Afryki.
Tryb życiaDzienny tryb życia, noc spędza śpiąc na drzewie. Żyje samotnie lub w niewielkich grupach, jedynie w porze lęgów łączy się w większe stada.
PożywienieKormoran etiopski żywi się głównie rybami, które łowi najchętniej rano i wieczorem. Ptak dobrze nurkuje i potrafi długo wstrzymywać oddech. Uzupełnienie jego diety stanowią żaby, owady, skorupiaki, a czasem inne ptaki.
RozmnażanieGniazduje w koloniach. Samica składa 2–6 jaj w gnieździe na drzewie lub w trzcinach, które wysiaduje przez 23–25 dni. Pisklęta stają się samodzielne po 5–7 tygodniach, po 3–4 latach są gotowe do rozrodu. Kormoran etiopski może dożyć 36 lat.

## Status
W Czerwonej księdze gatunków zagrożonych Międzynarodowej Unii Ochrony Przyrody został zaliczony do kategorii LC (najmniejszej troski). Globalny trend liczebności uznawany jest za spadkowy, choć niektóre populacje mogą być stabilne.

## Korelacje z człowiekiem
Guano kormorana etiopskiego jest bardzo cenionym nawozem. On sam nie jest zagrożony przez człowieka, choć np. w Afryce Południowej bywa prześladowany, gdyż odżywia się pstrągami i innymi rybami poławianymi rekreacyjnie.